# Amir Aczel
Amir Dan Aczel (Haifa, Israel, 6 de noviembre de 1950-Nimes, Francia, 26 de noviembre de 2015) fue un matemático estadounidense, profesor en el Bentley College de Waltham (Massachusetts, Estados Unidos) y autor de diversos best seller tanto nacionales como internacionales. Destacó especialmente su libro Fermat's Last Theorem que trata sobre El último teorema de Fermat.

## Biografía
El padre de Amir era capitán de un barco de pasajeros que navegaba por el Mediterráneo, quien enseñó a navegar a Amir a la edad de diez años. Esto inspiraría a Amir en un futuro para escribir su obra The Riddle of the Compass (2002).
A los 21 años ingresó en la Universidad de California, Berkeley. Se graduó en matemáticas en 1975 y recibió título de postgrado de Master of Science en 1976. Varios años más tarde obtuvo el doctorado en estadística por parte de la Universidad de Oregón.
Aczel impartió matemáticas en universidades de California, Alaska, Italia y Grecia. Se casó en 1984 y tuvo una hija. Aceptó el puesto de profesor en el Bentley College en Massachusetts donde dio clases de Historia de la ciencia e Historia de las matemáticas. Mientras enseñaba en Bentley, Aczel también encontró tiempo para escribir libros no-técnicos sobre matemáticas y ciencias y dos libros de texto. Su libro Fermat's Last Theorem fue un superventas en EE. UU. y fue nominado para Los Angeles Times Book Prize. Aczel ha tenido apariciones públicas en la CNN, la CNBC y Nightline. En 2004 fue nombrado miembro de la John Simon Guggenheim Memorial Foundation y profesor visitante de Historia de la ciencia en la Universidad Harvard.
Falleció el 26 de noviembre de 2015 en Francia, a causa del cáncer que padecía.

## Pensamiento
Para Aczel el ser humano está lejos de poder decir de manera concluyente que Dios no existe (Usando el mismo argumento: el ser humano está lejos de decir de manera concluyente que dios sí existe)y considera que la espiritualidad, la religión y la fe proporcionan humildad cuando se enfrenta el milagro de la creación (El "milagro de la creación" no ha sido probado como milagro, tanto como lo contrario).

En los últimos años, se ha propagado la idea de que Dios y la ciencia no pueden coexistir. Mi sentir es que muchas personas que mantienen esta postura distorsionan tanto el proceso como el valor de la ciencia con tal de satisfacer sus propios intereses.
Amir Aczel

## Selección bibliográfica
- Fermat's Last Theorem: Unlocking the Secret of an Ancient Mathematical Problem, 1997. ISBN 978-1-56858-077-7
- God's Equation: Einstein, Relativity, and the Expanding Universe, 1999. ISBN 1-56858-139-4
- The Mystery of the Aleph: Relativity, Kabbalah, and the Search for Infinity, 2000. ISBN 1-56858-105-X[4]
- Probability 1: The Book That Proves There Is Life In Outer Space, Harvest Books, enero de 2000. ISBN 0-15-601080-1.[5]
- The Riddle of the Compass: The Invention that Changed the World, 2001. ISBN 0-15-100506-0
- Entanglement: The Greatest Mystery in Physics, 2002. ISBN 978-0-452-28457-9[6]
- Pendulum: Leon Foucault and the Triumph of Science, 2003. ISBN 0-7434-6478-8[7]
- Chance: A Guide to Gambling, Love, and the Stock Market, 2004. ISBN 1-56858-316-8
- Descartes' Secret Notebook: A True Tale of Mathematics, Mysticism, and the Quest to Understand the Universe, 2005. ISBN 0-7679-2033-3[8]
- The Artist and the Mathematician: The Story of Nicolas Bourbaki, the Genius Mathematician Who Never Existed, 2007. High Stakes Publishing: Londres. ISBN 1-84344-034-2.[9]
- The Jesuit and the Skull: Teilhard de Chardin, Evolution, and the Search for Peking Man, 2007. ISBN 978-1-95448-956-3[10]
- Uranium Wars: The Scientific Rivalry that Created the Nuclear Age, 2009. (Las guerras del uranio: una rivalidad científica que dio origen a la era atómica), 2012. ISBN 978-8490062210
- Why Science Does Not Disprove God (Por qué la ciencia no refuta a Dios), 2014. ISBN 978-0-062-23061-4
- Finding Zero: A Mathematician's Odyssey to Uncover the Origins of Numbers, 2015[11]
- En busca del cero: La odisea de un matemático para revelar el origen de los números., 2015[12]